# Monokultura świerkowa
Monokultura świerkowa - specyficzny, antropogeniczny ekosystem leśny powstały w wyniku sztucznego odnowienia drzewostanu świerkiem. Tego typu las gospodarczy charakteryzuje się małym zróżnicowaniem gatunków roślin i zwierząt, co stanowi o ubogim łańcuchu pokarmowym.